# Sonate pour violon et violoncelle de Mihalovici
Pour les articles homonymes, voir Sonate pour violon et violoncelle.
La Sonate pour violon et violoncelle est une œuvre de musique de chambre pour violon et violoncelle de Marcel Mihalovici composée en 1944.

## Présentation
La Sonate pour violon et violoncelle, op. 50, est une sonate composée en 1944 pour violon et violoncelle. En 1982, Marcel Mihalovici commente ainsi sa partition : 

« La Sonate pour violon et violoncelle est le type même de l'œuvre de circonstance, dans le sens que Goethe prêtait à ce mot. Les hasards de l'occupation ont fait qu'en 1944 je m'étais trouvé amené à accepter l'hospitalité du violoncelliste André Huvelin... dans un joli bourg de la Haute-Saône... Nous ne possédions aucune musique pour violon et violoncelle qui nous eût permis de meubler un peu les longues soirées à la campagne. J'écrivis ainsi une sonate... à l'exécution de laquelle, par la suite, nous nous sommes attelés. »

Dans ces circonstances, l'œuvre n'est créée qu'après la Seconde Guerre mondiale, en avril 1946 à Paris, par Lucien Schwartz (violon) et André Huvelin (violoncelle).

## Structure
La Sonate, d'une durée moyenne d'exécution de vingt-six minutes environ, est composée de trois mouvements :
1. Allegro tranquillo, de forme sonate à deux thèmes[1] ;
2. Un poco lento e pesante, de forme lied « à trois compartiments »[1] ;
3. Molto vivace, de forme rondo-sonate[1].

Pour Marcel Mihalovici, « l'architecture de l'œuvre est, certes, celle héritée du classicisme et du romantisme. Mais c'est son écriture basée sur un chromatisme élargi qui fait qu'elle a l'allure d'une musique du XXe siècle ».
La partition est publiée par les éditions Amphion.